# Enicoptera cuneilineata
Enicoptera cuneilineata är en tvåvingeart som först beskrevs av Erich Martin Hering 1937.  Enicoptera cuneilineata ingår i släktet Enicoptera och familjen borrflugor. Inga underarter finns listade i Catalogue of Life.